# Roodstaartamazone
De roodstaartamazone (Amazona brasiliensis) is een papegaaiachtige uit de familie papegaaien van Afrika en de Nieuwe Wereld (Psittacidae). De wetenschappelijke naam van de soort werd als Psittacus brasiliensis in 1758 gepubliceerd door Carl Linnaeus. Het is een door habitatverlies kwetsbaar geworden vogelsoort die alleen voorkomt in Brazilië.

## Kenmerken
De vogel is 37 cm lang en overwegend groen gekleurd, maar met een meerkleurige kop en de groene veren hebben vaak geelachtige randen. De kruin en oorstreek zijn rood. Het rood van de kruin verandert naar achter toe in paars. Rond het oog, in het "gezicht" is de vogel paarsblauw. De staarveren zijn van onder aan de basis rood en verder geel gekleurd. De snavel is hoornkleurig.

## Verspreiding en leefgebied
Deze soort is endemisch in Zuidoost-Brazilië. De leefgebieden van deze vogel liggen in het kust gebied aan de Atlantische Oceaan in de mangrovebossen en de laatste resten van het Atlatische regenwoud.

## Status
De roodstaartamazone heeft een beperkt verspreidingsgebied en daardoor is de kans op uitsterven aanwezig. De grootte van de populatie werd in 2017 door BirdLife International geschat op 6 tot 6,7 duizend volwassen individuen. De populatie-aantallen namen in 2015 toe dankzij de instelling van nieuwe beschermde gebieden. Maar in andere delen is sprake van habitatverlies door bouwactiviteiten, de aanleg van bananenplantages en beweiding door rundvee in de kustgebieden. Verder vind stroperij plaats voor de kooivogelhandel. Om deze redenen staat deze soort als kwetsbaar op de Rode Lijst van de IUCN.
Er gelden beperkingen voor de handel in deze amazonepapegaai, want de soort staat in de Bijlage I en II van het CITES-verdrag.